# Cantonul Arpajon-sur-Cère
Cantonul Arpajon-sur-Cère este un canton din arondismentul Aurillac, departamentul Cantal, regiunea Auvergne, Franța.

## Comune
- Arpajon-sur-Cère (reședință)
- Labrousse
- Prunet
- Teissières-lès-Bouliès
- Vézac
- Vezels-Roussy